# Emilia Serra
Emilia Serra Desfilis (Valencia, 1950) es catedrática de Psicología del Desarrollo y de la Educación de la Universidad de Valencia.

## Publicaciones
- Psicología y psicopatología de la adopción: investigación psicosociológica en España (1974) Universidad de Madrid. ISBN 978-84-4008-369-2
- Introducción y conceptos básicos de psicología evolutiva (1982) Universidad de Valencia. ISBN 978-84-3008-014-4
- El Proceso de envejecimiento (1990)
- «Jalones históricos de la psicología moral», Esteban Pérez-Delgado, Emilia Serra Desfilis y Mª José Soler Boada (1991[2])
- Las relaciones de amor en los adolescentes de hoy (2002) Mari Paz Calatayud y Emilia Serra. Institut Educació Ajuntament de Barcelona. Editorial Octaedro. ISBN 978-84-9921-039-1
- La familia con hijos adolescentes: Sucesos vitales y estrategias de afrontamiento Rosana Ruano y Emilia Serra. Editorial Octaedro. ISBN 978-84-8063-479-3